# Metropolitan Suite
Metropolitan Suite is een studioalbum van Larry Fast uitgebracht onder zijn artiestennaam Synergy. De muziek is deels geïnspireerd door het boek New York van Robert Stern, Gregory Gilmartin en John Massengate over de architectuur dan wel skyline van New York, maar ook van andere Amerikaanse steden, aldus Fast in het boekje. Het album werd opgenomen gedurende de periode januari tot en met oktober 1986 in zijn eigen Synergy Studio. Fast maakte voor het album veel gebruik van de destijds in opkomst zijnde MIDI-systemen.

## Musici
- Larry Fast – synthesizers, elektronica

## Tracklist
| Nr. | Titel                                               | Duur |
| --- | --------------------------------------------------- | ---- |
| 1.  | Metropolitan Suite: North River                     | 1:20 |
| 2.  | Metropolitan Suite: Steam and Steel Towers          | 6:14 |
| 3.  | Metropolitan Suite: City Goes to War                | 6:17 |
| 4.  | Metropolitan Suite: Metropolitan Theme (Main Theme) | 4:09 |
| 5.  | Metropolitan Suite: The End of an Era               | 3:10 |
| 6.  | Into the Abyss                                      | 7:18 |
| 7.  | Prairie Light                                       | 6:54 |
| 8.  | West Side Nights                                    | 8:15 |
| 9.  | Redstone                                            | 4:27 |